# Weischer Mediengruppe
Die Weischer.Media GmbH & Co. KG ist eine deutsche Unternehmensgruppe mit Hauptsitz in Hamburg. Die Unternehmen der Gruppe aus den Bereichen Kino-, Außen- und Onlinewerbung sind an den Standorten Hamburg, Köln, München, Zürich und Wien tätig.

## Geschichte
Hans Weischer (1919–2009) gründete 1954 WerbeWeischer als unabhängige Spezial-Agentur für Kinowerbung. 1991 kam das zweite Standbein der Gruppe, die Jost von Brandis Service-Agentur GmbH als Spezialmittler im Bereich Außenwerbung, hinzu. Im Jahr 1991 übernahmen die Söhne von Hans Weischer, Florian und Marcus, geschäftsführende Positionen in den beiden Unternehmen. In den darauffolgenden Jahren wurden weitere Unternehmungen in verschiedenen Branchensparten gegründet, die gemeinsam ab 2002 als „Weischer Mediengruppe“ agierten. Unter anderem WerbeWeischer Connect (vor 2010: Pro Motion Pictures) oder 2008 mit Weischer Mobile eine Full-Service Agentur für mobile Markenführung. Mit der Übernahme der RoWo Mediagroup am 1. Januar 2016 wurde WerbeWeischer zum Marktführer der deutschsprachigen Kinowerbung (D-A-CH). Die Weischer Gruppe trat mit WerbeWeischer darüber hinaus 2013 in der Schweiz und 2016 in Österreich in den Kinowerbemarkt ein. Im Jahr 2022 übernahm der Sohn von Florian Weischer, Moritz, die Funktion als Chief Marketing Officer (CMO).

## Heute
2020 änderte die Unternehmensgruppe ihre Markenstruktur und unterzog alle Gesellschaften einem neuen Branding. Während die Gruppe in den ersten Jahren ihres Bestehens als „Weischer Mediengruppe“ auftrat, folgte darauf „Weischer.Media.“ Seit der Markenrestrukturierung 2020 tritt die Gruppe als „Weischer“ auf.
Unter der neuen Struktur wurden auch einige Marken umbenannt. So firmiert WerbeWeischer seither als Weischer.Cinema. Die Tochtergesellschaften Cinecom mit Sitz in Wien und WerbeWeischer Schweiz mit Sitz in Zürich sind seither ebenfalls als Weischer.Cinema aktiv.
Auch die Jost von Brandis Service-Agentur änderte ihren Namen in Weischer.JvB. Weischer.JvB zählt mit einem Einkaufsvolumen von über 200 Mio. Euro zu den marktführenden Spezialmittlern der Außenwerbung in Deutschland. Im Bereich Kino ist Weischer.Cinema nach eigenen Angaben Marktführer in Deutschland.
Unter dem Dach der Unternehmensgruppe agieren 14 Vertriebsgesellschaften:
- Weischer.Cinema Deutschland GmbH & Co. KG (Kinowerbung Deutschland)
- Weischer.Cinema Austria GmbH (Kinowerbung Österreich)
- Weischer.Cinema Schweiz GmbH (Kinowerbung Schweiz)
- Weischer.JvB GmbH (Außenwerbung)
- Weischer.Online GmbH (Internetwerbung)
- Weischer.Q GmbH (Werbeautomation)
- Weischer.Connect GmbH (Social Media)[10]
- Weischer.GeoConsult GmbH & Co. KG
- Kinowerbung.de GmbH & Co. KG (Kinowerbung)
- elbbergMedia GmbH & Co. KG (Mediaagentur)
- Nqyer XMedia GmbH (Programmatic Advertising)[11]
- Cineweb GmbH (Weblösungen)
- SL Research (Werbeforschung)[12]
- LUF Kino GmbH (Event Kino – Joint Venture Trafalgar Releasing und Weischer.Cinema)[13]

Weischer ist seit 1996 deutscher Repräsentant des Cannes Lions International Festival of Creativity; 2017 folgte die Repräsentanz für die Schweiz. Damit ist das Unternehmen auch verantwortlich für die Repräsentanzen der Kreativfestivals mit regionaler Ausrichtung: Eurobest Festival (für Europa), Spykes Asia (für Asien) und Dubai Lynx (für den Mittleren Osten).
2019 wurde das Unternehmen für sein Engagement an den Sustainable Development Goals zum weltweit ersten „Mobilizing Partner“ (vormals „Supporting Partner“) der SDG Action Campaign der Vereinten Nationen ernannt.
Florian, Marcus und Moritz Weischer, Frank Kokalj, Stefan Kuhlow, Udo Schendel, Stephanie Woesler und Tobias Hefele sind persönlich haftende Gesellschafter die Unternehmensgruppe.